# Solbakk
Solbakk ist ein Dorf in der norwegischen Kommune Strand in der Provinz Rogaland. 

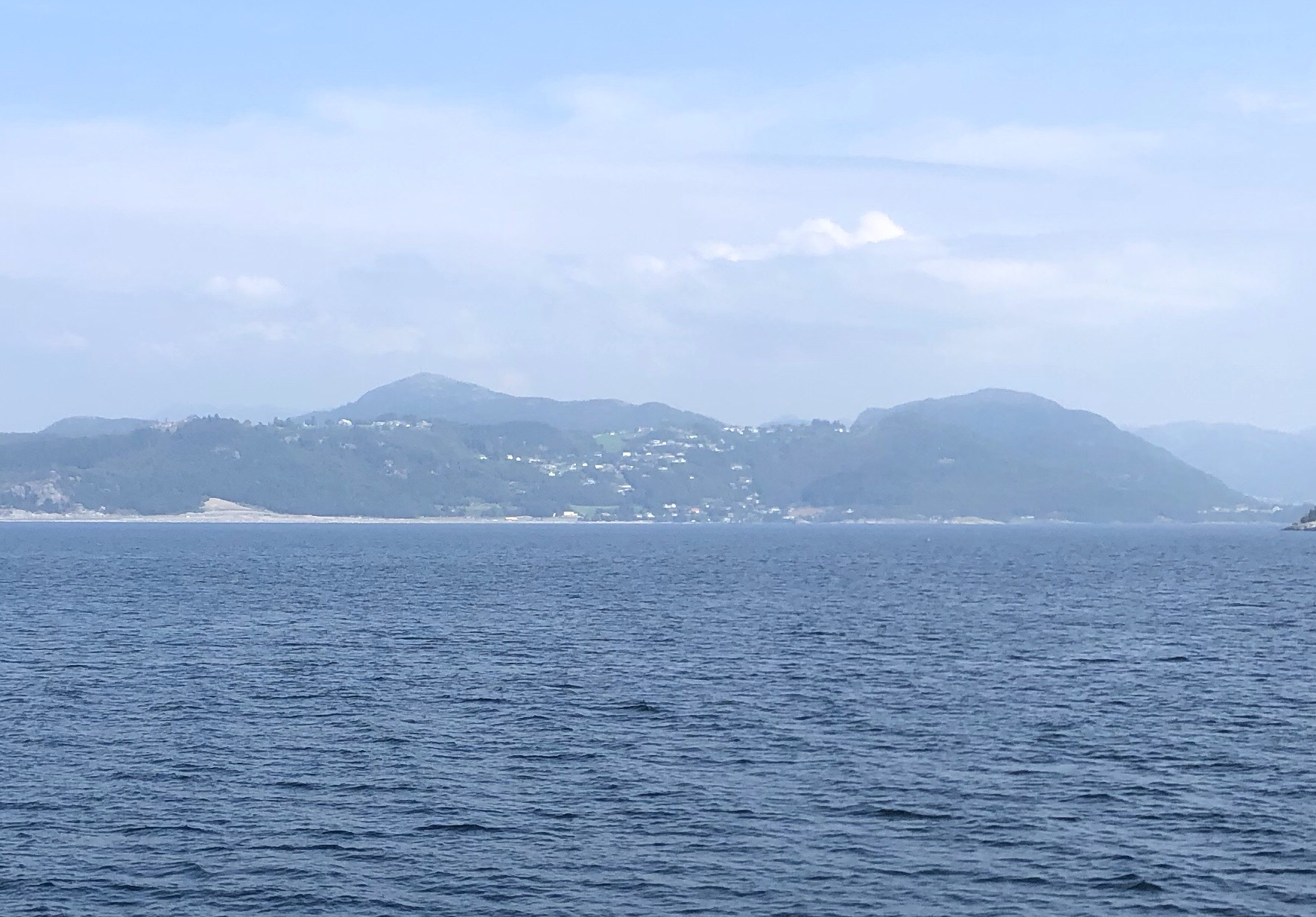
Blick auf die Ortslage von Solbakk von Nordwesten, 2019

Es hat 93 Einwohner (Stand 2013) und befindet sich als Streusiedlung in einer Hanglage am Ostufer des Horgefjords, etwa drei Kilometer südlich von Tau. Im Fjord ist Solbakk die Insel Heng vorgelagert. Vor dem Ort befinden sich darüber hinaus die kleinen Schäreninseln Store Liarholmen und Litle Liarholmen. Östlich von Solbakk liegt der See Nordlandsvatnet. Durch den Ort führt der Riksvei 13. Nördlich des Dorfes beginnt der zum Ryfast-Tunnelsystem gehörende Ryfylke-Tunnel, der den Fjord untertunnelt und zur Insel Hundvåg und damit nach Stavanger führt.
Südlich von Solbakk befinden sich die 1923 entdeckten Felsritzungen von Solbakk. Noch etwas weiter südlich stehen die Bautasteine von Nag.
Im Umfeld des Dorfes befinden sich diverse prähistorische Grabstätten und archäologische Fundplätze.